# Ražňany
Ražňany (do roku 1948 Ňaršany) jsou obec na Slovensku v okrese Sabinov v nadmořské výšce 315 m. V obci žije přibližně 1 700 obyvatel. Od okresního města Sabinova jsou vzdáleny 2 km jihozápadně.

## Dějiny
První písemná zmínka o obci pochází z roku 1248, kdy se vzpomíná jako součást panství Šarišského hradu.

### Dominanty obce
V obci stojí kostel sv. Demetra z roku 1510, který byl v roce 1540 rozšířen a v letech 1778 a 1908 opravován. Také se zde nachází impozantní budova sýpky z doby kolem roku 1840. Od roku 1952 je v Ražňanech malé letiště, na kterém se pořádají mezinárodní soutěže v létání bezmotorových letadel.

## Osobnosti
Štefan Onderčo (19. srpna 1884 Močidľany – 31. března 1937 Ražňany) – slovenský katolický kněz, československý politik a poslanec Národního shromáždění republiky Československé za Hlinkovu slovenskou ľudovou stranu, později za Autonomistický blok. Od roku 1913 byl ražňanským farářem.